# Гарастас, Владас
Владас Антанович Гарастас (лит. Vladas Garastas; род. 8 февраля 1932, Линкува, Литва) — советский литовский тренер профессиональных баскетбольных команд. Заслуженный тренер СССР (1982).

## Биография
Родился в небольшом железнодорожном городке Линкува.
В 1952 году окончил гимназию, в 1959 году стал выпускником Литовского государственного института физической культуры и спорта.
С 1952 года по 1960 год играл за команду «Жальгирис». С 1956 года стал совмещать игру в баскетбол с тренерской деятельностью. Начиная с 1960-х годов становится одним из ведущих баскетбольных тренеров, а также занимает пост председателя в Спортивном комитете Литвы.
С 1971 года по 1978 год занимался отбором талантливых детей, которые впоследствии были распределены в спортивные школы. Также в этот период начал формирование собственной команды.
С 1979 года по 1989 год — главный тренер команды «Жальгирис». Под его руководством литовские баскетболисты добились феноменальных результатов:
- 1985—1987 — «Жальгирис» — трижды чемпион СССР
- 1986 — «Жальгирис» — победитель Межконтинентального кубка
- 1985 — «Жальгирис» — финалист Кубка Кубков ФИБА (проиграл в финале «Барселоне»)
- 1986 — «Жальгирис» — финалист Кубка чемпионов ФИБА (проиграл в финале «Цибоне»)

С 1989 по 1991 год — главный тренер советской баскетбольной сборной.
С 1991 по 2011 год — президент Литовской федерации баскетбола.
С 1992 по 1997 год — главный тренер сборной Литвы по баскетболу. С командой достиг:
- бронзовые медали ОИ-92, ОИ-96
- серебряные медали ЧЕ-95

С 1999 года — вице-президент баскетбольной команды «Alita».
В 2000—2003 годы — консультант литовской женской баскетбольной команды. Также в 2000 году стал президентом Литовской баскетбольной ассоциации.
В 2004 году ему присвоили звание почётного доктора наук в Литовской академии физкультуры.
В октябре 2008 году был обвинён в ярко выраженных расистских высказываниях в отношении чернокожих баскетболистов. Однако к ответственности привлечён не был.

## Награды и звания
- Командорский крест ордена Великого князя Литовского Гядиминаса (1995)
- Большой крест ордена Великого князя Литовского Гядиминаса (1996)
- Почётный гражданин города Каунас (2002)[2]
- Почётный гражданин Биржайского района (2003)[3]